# Dasynotus daubeumirei
Dasynotus es un género monotípico de plantas con flores perteneciente a la familia Boraginaceae. Su única especie: Dasynotus daubeumirei, es originaria de Estados Unidos.

## Taxonomía
Dasynotus daubeumirei fue descrita por Ivan Murray Johnston  y publicado en Journal of the Arnold Arboretum 29(3): 234–237. 1948.